# Hadramitas

Reino de Hadramaut (en violeta) durante el.

Los hadramitas o hadramíes son un pueblo sudarábigo, habitantes la región de Hadramaut en el actual Yemen y sus descendientes, con muchos de sus miembros establecidos en diversas partes del mundo, principalmente en Eritrea y Kenia. Hablan el hadhramí, que pertenece a la rama semítica de la familia afroasiática.
Pocos hadramitas practican todavía el estilo de vida nómada de sus antepasados. Hoy en día, aproximadamente la mitad viven en ciudades y pueblos densamente construidos, dispersos por los valles profundos de su región, preferentemente en zonas de irrigación tradicional. Entre estos hadramitas asentados, todavía muy tribal, hay marcadas diferencias, siendo los que tienen mayor prestigio social y riqueza, los pertenecientes a la vieja y educada aristocracia Seyyid o Sadahs, con una estricta observancia islámica, que afirman ser descendientes directos de Mahoma. En el pasado, los hadramis rara vez se casaban fuera de su propio ámbito social, y a menudo vivían en grupos segregados en partes separadas de la ciudad.
Tarim es una de sus ciudades importantes, histórica y culturalmente, entre otras, por sus enseñanzas islámicas. Alberga la mayor concentración de descendientes del profeta Mahoma en el mundo.

## Diáspora
Además de en Eritrea y Kenia, los hadramitas se caracterizan por su diáspora en diferentes partes como consecuencia de una larga tradición marinera y comercial. Han navegado desde muy antiguo por el océano Índico, desde el Cuerno de África hasta Zanguebar, la costa de Malabar e Hyderabad, en el sur de la India o desde Sri Lanka hasta la zona marítima del sudeste de Asia.
Existen comunidades hadramitas en los puertos comerciales de los Estados Árabes del Golfo Pérsico y el Mar Rojo. Los cambistas en Jeddah, Arabia Saudita han sido tradicionalmente, de origen hadramita.
También han tenido durante mucho tiempo una presencia notable en la región del Cuerno (Yibuti, Eritrea, Etiopía y Somalia). Como colonos, jugaron un papel decisivo, en particular, en la consolidación de la comunidad musulmana en Benadir, provincia costera de Somalia. Durante el período colonial, hadramitas descontentos de las guerras tribales, se establecieron en varias ciudades de Somalia.  También fueron frecuentemente reclutados por los ejércitos de los sultanatos somalíes.
Otras comunidades hadramitas existen en Mozambique y Madagascar. y en algunos países del sur de Asia, como Indonesia.